# Open Sud de France 2018
Open Sud de France 2018 — тенісний турнір, що проходив на кортах з твердим покриттям у місті Монпельє, Франція з 5 лютого. Належав до категорії ATP World Tour 250.

## Фінальна частина

### Одиночний розряд
Люка Пуй —  Рішар Гаске 7–6(7–2), 6–4

### Парний розряд
Кен Скупскі /  Ніл Скупскі —  Бен Маклахлан /  Юго Нис 7–6(7–2), 6–4